# シーナ・イーストン

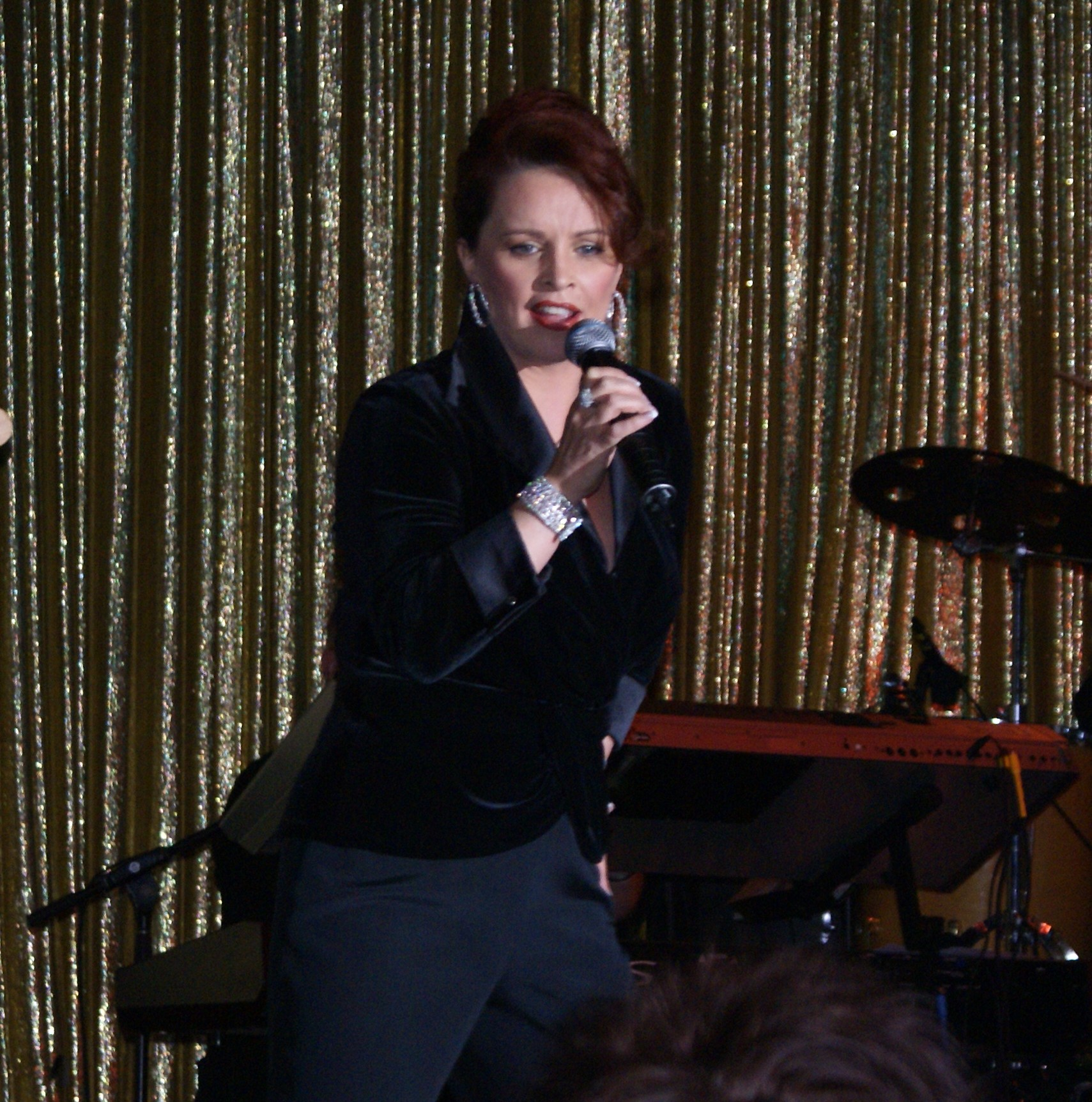
シーナ・イーストン

シーナ・イーストン（Sheena Easton、1959年4月27日 - ）は、イギリス・スコットランド出身の歌手。代表曲に「モダン・ガール」「モーニング・トレイン」「ユア・アイズ・オンリー」などがある。

## 略歴
シーナ・イーストンは、シーナ・シャリー・オール（Sheena Shirley Orr）として1959年4月27日にグラスゴー郊外のベルズヒルで生まれた。
10代の頃バーブラ・ストライサンドに興味を持ち、スターとなるため、ロイヤル・スコティッシュ・アカデミー・オブ・ミュージック・アンド・ドラマ（現：ロイヤル・コンセルバトワール・オブ・スコットランド）で学ぶようになる。その後、イギリスのBBCが製作したドキュメンタリーでスター志望の女の子が歌手を目指す過程を追う番組『ザ・ビッグ・タイム』のヒロインに選ばれたのをきっかけに、1979年5月1日、EMIレコードと契約した。さらに翌月、イーストンはロイヤル・スコティッシュ・アカデミー・オブ・ミュージック・アンド・ドラマを卒業し、演劇学教師の資格を取得する。その後1980年に『モダン・ガール（Modern Girl）』でデビューした。デビューアルバムの『モダン・ガール』は日本ではオリコン洋楽アルバムチャートで1981年6月1日付から2週連続1位を獲得した。
さらに続く『9 to 5 (モーニング・トレイン)（Morning Train (Nine to Five)）』は、ビルボード（Billboard）誌で、1981年5月2日に週間ランキング第1位を獲得した。1981年ビルボード誌年間ランキングは、第12位。同年には『007 ユア・アイズ・オンリー』の主題歌「ユア・アイズ・オンリー」を歌い、タイトル・バックにも登場した。翌1982年には、第24回グラミー賞で主要4部門の一つである最優秀新人賞を受賞する。1984年には、中南米ツアーとスペイン語のアルバム「スペインの休日」の製作を行い、第27回グラミー賞でラテン部門を受賞する。その他、テレビアニメガーゴイルズで初の声優を務めている。バンシー役を演じた際にはその美声をオペラのような奇声として披露した。
私生活では4回の結婚と離婚を経験している。「イーストン」という姓は20歳で最初の結婚をした時の夫の姓で、結婚生活は8ヶ月で終焉したものの、それ以来芸名として使用している。実子はいないが、2人の男女を養子として迎え入れている。1992年にアメリカ合衆国の市民権を取得しており、2009年の時点では米国ネバダ州ラスベガス在住。
2000年にアルバム『ファビュラス』を発売して以降は新作の発売が止まっており、旧譜やベスト・アルバムの発売のみがされている。
2008年には、ソフトバンクの携帯電話のCMに『9 To 5 (モーニング・トレイン)』が使用され話題となり、着うたがヒットした。

## ディスコグラフィ

### シングル
- 『モダン・ガール』 - Modern Girl（1980年）
- 『9 To 5 (モーニング・トレイン)』 - Morning Train (9 to 5)（1980年）（2008年ソフトバンクモバイルSoftBank 825SH PANTONE SlideのCMソング）
- 『ワン・マン・ウーマン』 - One Man Woman (1980年)
- 『テイク・マイ・タイム』 - Take My Time（1981年）
- 『眩しすぎる貴方』 - When He Shines（1981年）
- 『ユア・アイズ・オンリー』 - For Your Eyes Only（1981年）映画「007 ユア・アイズ・オンリー」主題歌
- 『涙のブロークン・ハート』 - Just Another Broken Heart（1981年）
- 『遠いさよなら』 - You Could Have Been With Me（1981年）
- 『マシーナリー』 - Machinery（1982年）ノエビアのCM（リトルテンダネスも使用されていた）
- 『ベッグ・フォー・ウォーター』 - I Wouldn't Beg For Water（1982年）
- 『愛・ひととき（ウィズ・ケニー・ロジャース） - We've Got Tonight (w/Kenny Rogers)（1983年）
- 『TELEFONE(テレフォン)』 - Telefone (Long Distance Love Affair)（1983年）
- 『悲しみ色に染めて』 - Almost Over You（1983年）
- 『素敵な悪魔』 - Devil In A Fast Car（1984年）宝酒造の宝焼酎「純」CMソング
- 『ストラット』 - Strut（1984年）宝酒造の宝焼酎「純」CMソング
- 『シュガー・ウォールズ』 - Sugar Walls（1984年）
- 『愛の誓い』 - Swear（1985年）
- 『愛にDO IT』 - Do It For Love（1985年）
- 『ジミー・マック』 - Jimmy Mack（1986年）
- 『ソー・ファー・ソー・グッド』 - So Far So Good（1986年）
- 『ラヴァー・イン・ミー』 - The Lover In Me（1988年）
- 『デイズ・ライク・ディス』 - Days Like This（1989年）
- 『101』 - 101（1989年）
- 『ホワット・カムズ・ナチュラリー』 - What Comes Naturally（1991年）
- 『愛はミラクル』 - The Miracle Of Love（1993年）
- 『マイ・シェリー』 - My Cherie（1995年）
- 『トゥー・マッチ・イン・ラブ』 - Too Much In Love（1995年）
- 『モダン・ガール'97』 - Modern Girl '97（1997年）「モダン・ガール」のセルフカバー
- 『フリーダム』 - Love Me With Freedom（1997年）
- 『ホエン・ユー・スピーク・マイ・ネーム』 - When You Speak My Name（1997年）
- 『キャリー・ア・ドリーム』 - Carry a Dream（1999年）
- 『マイ・トレジャー・イズ・ユー』 - My Treasure is You（1999年）（関西テレビ「いつでも笑みを！」エンディングテーマ）
- 『君の瞳に恋してる』 - Can't Take My Eyes Off You（2001年）フランキー・ヴァリのカバー。テレビドラマ「たのしい幼稚園」主題歌。

### オリジナル・アルバム
- 『モダンガール』 - Take My Time（1981年）
- 『涙のブロークン・ハート』 - You Could Have Been With Me（1981年）
- 『マシーナリー』 - Madness, Money & Music（1982年）
- 『秘密』 - Best Kept Secret（1983年）
- 『スペインの休日』 - Todo Me Recuerda a Ti（1984年）
- 『プライベート・ヘブン』 - A Private Heaven（1984年）
- 『DO YOU』 - Do You（1985年）
- 『ノー・サウンド・バット・ア・ハート』 - No Sound But A Heart（1987年）
- 『ラヴァー・イン・ミー』 - The Lover In Me（1988年）
- 『ホワット・カムズ・ナチュラリー』 - What Comes Naturally（1991年）
- 『ノー・ストリングス』 - No Strings（1993年）ジャズスタンダードナンバーのカバー
- 『マイ・シェリー』 - My Cherie（1995年）
- 『フリーダム』 - Freedom（1997年）
- 『HOME』 - Home（1999年）
- 『ファビュラス』 - Fabulous（2001年）

### ボックス・セット
- The Definitive Singles 1980–1987 (2021年)
- The Definitive 12" Singles 1983–1987 (2022年)
- The Essential 7" Singles 1980–1987 (2023年)

## 主な出演作品

### テレビ番組
- フジテレビ系 夜のヒットスタジオ
- 特捜刑事マイアミ・バイス - 歌手ケイトリン・デービスとしてゲスト出演。ソニーと結婚するが殺されてしまう。

### テレビアニメ
- ガーゴイルズ（ロビン・キャンモア、フィネラ、バンシー/モリー役）
- フィニアスとファーブ（ドゥーフェンシュマーツ博士のデート役）

### 映画
- 天使のわんちゃん チャーリーとイッチー（サーシャ役）
  - わんちゃんたちのクリスマスキャロル

### CM
- 宝酒造「純」に和服姿にて出演（1983年・1984年）CMコピーは「日、出ヅル国ノ、宝物。」中谷典久作[4]。

## 日本公演
- 1981年

11月10日 中野サンプラザ、11日 NHKホール
- 1984年

12月3日 中野サンプラザ、4日 東京厚生年金会館、6日 福岡サンパレス、7日 神戸国際会館、8日 京都会館、10日 大阪厚生年金会館、11日 名古屋市民会館、13日、14日 中野サンプラザ
- 2014年

6月9日 ビルボードライブ大阪、6月11日～12日 ビルボードライブ東京
- 2019年

3月23日　千葉・幕張メッセ（Tokyo Discotheque 出演）、24日　兵庫（神戸）・ワールド記念ホール（Kobe Discotheque 出演、26日・27日　東京・Billboard Live